# Crèdit social
El crèdit social (de vegades dit Socred en anglès) és una proposta econòmica i moviment social que es va originar en la dècada de 1920. El crèdit social fou originalment una teoria econòmica desenvolupada per l'enginyer escocès C.H. Douglas. El nom es deriva del seu desig de fer el millorament de la societat l'objecte del sistema financer,
Alguns individus -notablement el poeta Ezra Pound i els líders del Lliga australiana de Drets han acceptat la teoria econòmica del crèdit social.
El Moviment Canadenc del Crèdit Social (Canadian social credit movement) va ser el més reeixit dels moviments iniciats en conseqüència. però També assolisc alguns èxits modests en altres països, tals com Nova Zelanda on el Partit del Crèdit Social arribà a tenir diversos membres en el parlament. En el Regne Unit el Moviment de les Camises Verdes (un grup originat entre els Escoltes) arribe a formar un moviment de masses uniformades que va tenir bastant presència en els 1930, agitant per la implementació del Crèdit social.

## Teoria
H. Douglas proposà que, degut al fet que la quantitat d'ingressos rebuts en qualsevol període -per tots els membres d'una societat- són menors que la suma total de preus demandats en eixe mateix període, s'origina una deficiència en el poder de compra en eixe període. L'exemplifique eixa ostensible falla amb el seu "Teorema de A + B", el qual planteja que si A so tots els pagaments fets als consumidors en el sistema (ja siga com salaris, dividends, etc.) i B són els pagaments fets pels productors que no es paguen a consumidors (tals com despeses d'"overheads" per edificis i maquinàries - veure amortització i depreciació) segueix que el preu per tots els béns produïts és A+B, però com solament A ha estat rebut com ingressos, resulta que l'ingrés per eixe període és menys que els preus dels béns i serveis produïts en eixe mateix període de producció.
De l'anterior Douglas conclou que el sistema no genera els diners suficients per a mantenir el seu funcionament. En la seua terminologia, el sistema no és "autoliquidizant"
A fi de resoldre eixe problema, Douglas postula que han de succeir una o totes de les següents alternatives.
- La població entra en deute, a través de l'ús del Crèdit.

- El govern s'endeuta i incrementa el deute públic (ja siga extern o intern)

- Els negocis demanen crèdit als bancs, de manera que es crea nous diners.

- Negocis venen sota el cost i eventualment arriben a la fallida

- Un estat recorre a la guerra, "exportant" béns tals com bales i bombes, etc., a l'enemic, finançant el procés a través del deute públic en l'esperança que l'enemic pagara per tot (si és derrotat)

- Un estat guanya una "guerra comercial" forçant alguna altra nació al dèficit i deute a fi que compren el producte extra.

Si eixes coses no succeeixen, les empreses es veuen forçades a acomiadar treballadors, l'atur incrementa, l'economia s'obstaculitza o entra en recessió, ingressos fiscals per impostos baixen, serveis es redueixen i la pobresa augmenta mentre que, en realitat, tots podrien viure en l'abundància.
Douglas creia que el Crèdit Social pot resoldre eixe problema en la mesura que assegura que sempre haurà els diners necessaris circulant (en la forma de Crèdits) com per a comprar tot el que s'ha produït.
Les seues propostes es resumeixen en tres "demandes" centrals:
1- Que una "Oficina Nacional del Crèdit" calcule sobre bases estadístiques la suma de Crèdit necessari en l'economia.
2.- Un mecanisme per a ajustar els preus que reflectisquen el cost real de producció (basada en la demanda agregada en el mateix període)
3.- Implementació d'un "Dividend Nacional" a fi de garantir un ingrés mínim a tots, sense consideració de si tenen un treball o no.
Douglas argumente que eixa última demanda és de sentit comú ara que l'automatització i maquinàries que estalvien treball han reduït no solament el nombre de treballadors que es necessiten per a produir els béns i serveis necessaris sinó també el nombre d'hores de treball necessàries per a produir-los.
Eixes idees gaudiren de gran popularitat durant la Gran Depressió però no arribaren l'acceptació necessària per a fer-les realitat.
La teoria del Crèdit Social responsabilitza de molts problemes socials al sistema financer privat, especialment aquells bancs que practiquen el sistema fraccional de reserves. Com a conseqüència, Douglas fou acusat d'antisemitisme al final de la Segona Guerra Mundial Açò podria ésser degut al fet que alguns dels seus arguments van ser usats -sense atribució- en la retòrica del nazisme, quan els líders d'eixe moviment denunciaven el que ells consideraven la "conspiració financera controlada pels jueus".
A pesar que tals sentiments no van anar ni són comú entre els seguidors de la teoria, Solon Earl Low, capdavantera del Social Credit Party of Canada des de 1944 a 1961, patí acusacions similars, possiblement a causa del suport ofert per Ezra Pound.

## Versions posteriors de la teoria
Robert A. Heinlein descrigué un sistema de Crèdit Social en la seua primera novel·la (Per a nosaltres, els quals estem vius) publicada en 2003 però escrita en prop de 1939. "Més enllà de l'horitzó" descriu un sistema similar però amb menys detalls. La societat del llibre usa un mètode per a prevenir inflació: el govern ha arribat a un acord amb els propietaris d'empreses: en lloc d'incrementar els preus, els redueixen i el govern (o el Banc d'EEUU) els reemborsa la diferència després d'examinar els seus rebuts de vendes. Igual que en altres sistemes de renda bàsica universal o de "ingressos per l'herència comuna", eixos diners ve del no-res (és a dir, és diners fiduciari pur). En eixe futur, l'Estat no necessita imposats per a finançar-se. Els personatges del llibre deixen clar que el present sistema de reserves "fraccionals" permet que els bancs creuen diners (en la mesura que poden prestar moltes vegades la quantitat que tenen en els seus comptes o mantenen com punta) mentre en el futur descrit per Heinlein sol l'estat pot crear diners.
Robert Anton Wilson proposa altra forma de Crèdit Social. El seu pla té la intenció d'acabar l'esclavitud "del salari" i comença per oferir una recompensa a qualsevol treballador que puga modificar el sistema a fi d'acabar la necessitat del seu lloc de treball. El premi és l'ingrés mínim garantit (el qual, en la "Trilogia del Gat de Schrödinger}, inclou un premi o ingrés menor a tots els altres treballadors que perden el seu treball a conseqüència de la innovació). Eixe ingrés consisteix d'ajudes "de comerç" (cupons) que perden valor amb el transcurs del temps a fi de promoure el seu ús i limitar inflació (Wilson no diu açò explícitament). En altres escrits, Wilson atribueix aquesta estratègia a la lliure economia de Silvio Gesell, qui també ha suggerit que el govern facilite que comunitats xiques experimenten amb models econòmics alternatius. La idea és que si un d'eixos enclavaments implementara alguna cosa reeixidament, unes altres -incloent el país- ho imitarien.

## Crítica
La majoria, si no totes, les critiques a la proposta del Crèdit Social se centren en la proposició que causaria inflació.

## Grups influïts per la idea

### Austràlia
- Australian League of Rights
- Douglas Credit Party

### Canadà
Partits Polítics Federals:
- Social Credit Party of Canada/Canadian social credit movement
- Ralliement créditiste
- Abolitionist Party of Canada/Christian Credit Party
- Canadian Action Party (actiu)
- Global Party of Canada

Partits Polítics Provincials:
- Alberta Social Credit Party (actiu)
- British Columbia Social Credit Party (actiu)
- Manitoba Social Credit Party
- Social Credit Party of Ontario
- Ralliement créditiste du Québec
- Social Credit Party of Saskatchewan

Organitzacions:
- Pilgrims of Saint Michael
- Committee on Monetary and Economic Reform

- vegeu també: Certificat de Prosperitat

### Nova Zelanda
- Country Party (New Zealand)
- New Zealand Democratic Party
- New Democratic Party (New Zealand)
- Real Democracy Movement
- Social Credit Party (New Zealand)
- New Zealand Social Credit Association (Inc)

### Illes Salomó
- Solomon Islands Social Credit Party (actiu)

### Regne Unit
- Social Credit Party of Great Britain and Northern Ireland

## Crèdit social en les arts
- Robert A. Heinlein, For Us, The Living: A Comedy of Customs
- Ezra Pound, Los Cantos. (Pound fou una gran admirador de Douglas i quan el Partit del Crèdit Social d'Alberta es formà s'ofereix a ser-ne el líder. El partit declina l'oferta.)